# (6122) Henrard
(6122) Henrard es un asteroide perteneciente al cinturón de asteroides, región del sistema solar que se encuentra entre las órbitas de Marte y Júpiter, descubierto el 21 de septiembre de 1987 por Edward Bowell desde la Estación Anderson Mesa (condado de Coconino, cerca de Flagstaff, Arizona, Estados Unidos).

## Designación y nombre
Designado provisionalmente como 1987 SW1. Fue nombrado Henrard en homenaje a Jacques Henrard, profesor de matemáticas en la Universidad de Namur. Ha aplicado algoritmos basados en formalismos Hamiltonian y Lie, particularmente a los movimientos de la Luna, los satélites galileanos de Júpiter y los satélites artificiales. Con su grupo de investigación de mecánica celeste, que formó en 1971, Henrard extendió la teoría adiabática-invariante y de ángulo de acción y la introdujo como una herramienta práctica. También ha trabajado en la teoría del movimiento caótico lento y ha participado intensamente en el modelado de resonancias de movimiento medio en el cinturón de asteroides. Desde 1989 ha sido editor en jefe de la revista Celestial Mechanics.

## Características orbitales
Henrard está situado a una distancia media del Sol de 2,334 ua, pudiendo alejarse hasta 2,701 ua y acercarse hasta 1,967 ua. Su excentricidad es 0,157 y la inclinación orbital 10,52 grados. Emplea 1302,93 días en completar una órbita alrededor del Sol.

## Características físicas
La magnitud absoluta de Henrard es 13,7. Tiene 9,005 km de diámetro y su albedo se estima en 0,073. 